# Al-Nuwayri
Shihāb al-Dīn Ahmad ibn 'Abd al-Wahhāb b. Muhammad al-Nuwayrī, occidentalizzato nel XVIII secolo in Novairo (in arabo شهاب الدين أحمد بن عبد الوهاب بن محمد النويري‎?; Akhmim, 5 aprile 1279 – Il Cairo, 5 giugno 1333), è stato uno storico ed enciclopedista egiziano musulmano, nonché un tradizionista, originario della tribù araba dei Banū Bakr.

## Biografia

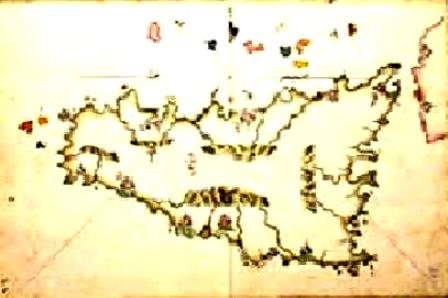
Manoscritto di al-Nuwayrī relativo alla Storia della Sicilia islamica.

Nato in un villaggio dell'Alto Egitto (la famiglia era originaria invece del villaggio di Nuwayra, nell'attuale Governatorato di Beni Suef), era figlio di un dotto malikita assai apprezzato, tanto da essere poi inumato accanto a Ibn Makhlūf al-Nuwayrī al-Jazūlī, che fu Qadi malikita al Cairo per 34 anni.
Studiò al Cairo, nella Moschea di al-Azhar e fu autore prolifico. Tra le sue opere e manoscritti figura un centone enciclopedico di trentun volumi, composto tra il 1314 e il 1330, e da lui intitolato Nihāyat al-arab fī funūn al-adab, erroneamente tradotto "Il limite estremo dell'erudizione", mentre più semplicemente esso significa "Il fine della persona intelligente nelle arti dell'adab". Il termine arabo funūn (pl. di fann) è volutamente equivoco, stando a indicare tanto le parti in cui è suddivisa l'opera quanto il sostantivo che significa "arte, scienza".
Secondo un giudizio di Michele Amari - che riprendeva un po' acriticamente l'ingenerosa opinione di uno dei suoi Maestri, il barone de Slane - Nuwayrī avrebbe scritto "l'opera accozzando e tagliando un pezzo qua e là" (Michele Amari, 1858), laddove Nuwayrī fece banalmente ricorso (come era uso di pressoché tutti gli storici musulmani) alla tecnica dell'epitome di contributi storici di buona nomea, composti nelle epoche precedenti: pratica questa che costituiva semmai la dimostrazione dell'ammirazione per la bravura delle generazioni precedenti di storici e di personale modestia, e non certo di volgare e truffaldino plagio letterario.
Oltre tutto egli non manca di citare, con reverente atteggiamento di discepolo, i suoi maestri:  ʿAbd al-Muʾmin al-Dimyaṭī (m. 1305), Ibn Daqīq al-ʿĪd (m. 1302) e il Qāḍī Ibn Jamāʿa (m. 1332), mentre i suoi biografi non mancano di ricordare tra le sue guide culturali la sceicca Zaynab bint Yaḥyā b. ʿAbd al-Salām (m. 1334).
Al-Nuwayrī assicurò nel 1301 al regime mamelucco il suo contributo di fine osservatore, assolvendo con acume critico a incarichi di particolare fiducia affidatigli dal Sultano, che lo aveva incaricato di controllare lo stato dei suoi domini siriani che, dal 1299, erano minacciati e in parte persino invasi dai Mongoli di Ghāzān Khān.
Partecipò anche alla battaglia di Marj al-Saffar, o di Shaqhab (in arabo شقهب‎?, NO di Ghabāʾib, S di Damasco), vinta dai Mamelucchi contro i Mongoli il 18 o il 20 aprile 1303, fornendone una descrizione da testimone oculare.
Tornò in Egitto alla fine di quell'anno, dopo aver patito in Siria rovesci economici di non piccolo conto, e operò fattivamente nell'amministrazione mamelucca, ricoprendo posti di responsabilità.

## Il contributo storico
L'enciclopedia fu divisa in cinque parti principali (funūn), a loro volta suddivisi in abwāb: Cosmografia, Nosografia, Zoologia, Botanica e Storia. Più dettagliatamente il primo fann della Nihāya parla dell'universo e della Terra, con particolare riguardo all'Egitto, i tre successivi funūn degli esseri viventi (animali e piante) e l'ultimo di storia, dalla pretesa Creazione al 1330, data che serve a identificare il termine post quem.
L'opera, originariamente scritta dallo stesso autore (che era un ottimo calligrafo e rilegatore (mujallid), pervenne in Occidente in alcuni dei principali centri librari orientalisti: Parigi, Leida, Madrid (Escurial) e Roma (Biblioteca Apostolica Vaticana.
Il lavoro di Nuwayrī fu esaminato da Michele Amari per la sua Storia dei Musulmani di Sicilia, dal momento che in essa si parlava anche della Sicilia. Il manoscritto faceva parte del catalogo di Reinhart Dozy, di Leiden, di cui Amari era amico e collega. Nell'ultima parte dedicata alla Storia della Sicilia, fa riferimento a Ibn ʿAbd al-Ẓāhir, ad Abū Shāma, e figura la sua dedica indirizzata all'Emiro e collega storico Ibn al-Athir, a Ibn Raqīq ibn Rashīq, a Ibn Shaddād e ad altri esponenti della dinastia dei Mamelucchi, in cui trattava i fatti enciclopedici con particolari minuzie e con buona critica.
I racconti d'argomento enciclopedico sono contenuti nelle missive parigine (n. 702 e 702A) e negli Anciens fonds (n. 638) delle quali vengono a conoscenza lo scrittore Denis Dominique Cardonne e il Joseph de Guignes, nonché il marchese Domenico Caracciolo. che, "avutane notizia, ne chiese e ottenne il testo arabico per la sua collezione" Il testo arabo venne "auspicato" dal canonico Rosario Gregorio. Lo scrittore Jean-Jacques Barthélemy fece pervenire il testo in francese e lo inviò al Caracciolo, viceré di Sicilia, visto che la versione conteneva alcuni squarci della Storia dell'Africa (comprendendoci la Sicilia), poi tradotta da Jean Jaques Antoine Caussin de Perceval.
Rosario Gregorio aggiunse il testo di Nuwayrī alla stampa della sua opera, Rerum arabicarum ampla collectio, sia con la versione francese sia con la traduzione latina nella quale "rifece il verso" al traduttore J.J.A. Caussin, traducendo male alcune frasi arabe. Caussin rispose pubblicando la propria versione e le note, accompagnate da una severa e aspra critica all'opera di Romeo, senza ricevere alcuna altra replica.
Il barone William Mac Guckin de Slane tradusse in lingua francese la prima parte di al-Nuwayrī e pubblicò la Storia d'Africa nel Journal Asiatique, esprimendo in appendice severe critiche all'autore, incolpandolo di raccontar favole sulla conquista musulmana d'Africa, accusandolo di aver copiato da altri compilatori del tempo.

## Opere
- Enciclopedia in lingua araba Nihāyat al-arab fī funūn al-adab (trentun volumi in cinque parti, scritta nel periodo 1314-1330; edita a stampa in 33 volumi in Egitto tra il 1923 e il 1997, e pubblicata parzialmente in Francia e, nel 1838, in Italia
  - Prima parte Storia d'Affrica traduzione di J.J.A. Caussin, stampato da Giuseppe Meli a Palermo nel 1838
  - Quinta parte Storia della Sicilia, traduzione di J.J.A. Caussin, stampato da Giuseppe Meli a Palermo nel 1838